# Кафявоглава неразделка
Кафявоглавата неразделка (Agapornis nigrigenis) е вид птица от семейство Папагалови (Psittaculidae). Видът е световно застрашен, със статут Уязвим.

## Разпространение
Разпространен е в Замбия.